# Прагматика
Прагматика је научна дисциплина која се бави употребом језика у комуникацији. Изучава језичка средства чије се значење може разумети искључиво у одговарајућем контексту. Прагматика обухвата проучавање комуникативних средстава с обзиром на човјека; шта се догађа са човјеком када даје и прима саопштења; од чега зависи облик комуникације у одређеној прилици и сл. По Морисовој подјели семиотике, прагматика је, уз синтаксу и семантику, један њен дио.